# Björn krepphendi
Björn krepphendi fue un escaldo de Islandia que vivió a finales del siglo XI y principios del siglo XII y estuvo al servicio de Magnus III de Noruega, según Skáldatal. No se conoce nada de su vida personal, pero se han conservado ocho estrofas completas y una media estrofa en métrica dróttkvætt en Heimskringla y en Morkinskinna. El argumento se centra en las acciones bélicas en Halland, la ejecución de Steigar-Tore y los procesos inquisitivos en Trondheim, entre 1094 y 1095; también las expediciones en las Hébridas y Bretland (Gales) entre 1097 y 1098.